# Biharia
Biharia (Hongaars: Bihar) is een gemeente in het Roemeense district Bihor.
Biharia telt 4205 inwoners (waarvan 3375 Hongaren) en maakt onderdeel uit van de Hongaarse etnische regio Érmellék. Voor 1920 behoorde de gemeente (gelegen aan de huidige staatsgrens met Hongarije) tot het Koninkrijk Hongarije. Ook tussen 1940 en 1944 was de gemeente onderdeel van Hongarije.
De gemeente bestaat uit de volgende dorpen:
- Biharia (Bihar) 3493 inwoners, 2762 Hongaren
- Cauaceu (Hegyközkovácsi) 712 inwoners, 613 Hongaren

## Bevolkingssamenstelling
In 2011 had Biharia 4205 inwoners waaronder 626 Roemenen, 3375 Hongaren en 65 Roma. De Hongaren vormden met 80% van de bevolking een ruime meerderheid.
Sinds de gemeente tot Roemenië behoort (vanaf 1920) is het aantal Roemenen in de gemeente gestaag toegenomen.
In de hoofdkern was de toename als volgt:
- 1910 - 31 Roemenen
- 1920 - 60 Roemenen
- 1930 - 317 Roemenen
- 1966 - 356 Roemenen
- 1977 - 442 Roemenen